# Hypena biangulata
Hypena biangulata là một loài bướm đêm trong họ Erebidae.